# Hederorkis
Hederorkis – rodzaj roślin z rodziny storczykowatych (Orchidaceae). Obejmuje dwa gatunki, będące endemitami na Seszelach oraz Mauritiusie. Rośliny są epifitami lub litofitami rosnącymi na sawannach lub w wiecznie zielonych lasach.

## Morfologia
Rośliny nie wytwarzają pseudobulw. Kwiatostan prosty z kilkoma kwiatami, dłuższy od liści. Kwiaty nie odwrócone, posiadają cztery pyłkowiny. Torebka eliptyczna.

## Systematyka
Rodzaj sklasyfikowany do podplemienia Polystachyinae w plemieniu Vandeae, podrodzina epidendronowe (Epidendroideae), rodzina storczykowate (Orchidaceae), rząd szparagowce (Asparagales) w obrębie roślin jednoliściennych.
Wykaz gatunków
- Hederorkis scandens Thouars
- Hederorkis seychellensis Bosser